# Роман (Румъния)
Вижте пояснителната страница за други значения на Роман.
Ро̀ман (на румънски: Roman) е град в окръг Нямц, североизточна Румъния. Населението му е около 50 700 души (2011).

## География
Градът е разположен на 252 метра надморска височина в Молдовските възвишения, при вливането на река Молдова в Сирет и на 39 километра северно от град Бакъу.

## История
Селището се споменава за пръв път Новгородския първи летопис, съставен между 1387 и 1392 година, а няколко години по-късно и в грамота за дарение на войводата Роман I, един от най-ранните запазени официални документи на Молдовското княжество. През 1408 година Александър Добрия прави града е седалище на православен епископ, а няколко години по-късно представители на местните католици участват в Констанцкия събор.
В края на XV век войводата Стефан Велики изгражда нова каменна крепост на левия бряг на Сирет, а няколко документа от този период споменават за катедрала, посветена на света Параскева. През 1467 година крепостта е неуспешно обсаждана от унгарския крал Матяш Корвин, а през 1476 година от османския султан Мехмед II. По-късно градът все пак е разрушен от османците, защото през 1542 година войводата Петру Рареш възстановява епископията. Източник от 1562 година съобщава за възстановяването на правата на католическата общност в града, отнети от войводата Александър Лъпушняну.
В началото на XVII век католиците в Роман са описани като унгарци, които разбират и използват и румънски език.